# 中国台球协会
中国台球协会（英語：Chinese Billiards & Snooker Association，缩写为CBSA）是中华人民共和国台球运动从业者组成的全国性体育组织，由中华全国体育总会领导，成立于1986年，会址位于北京市。

## 旗下赛事
中国台球协会旗下的赛事包括中国职业斯诺克巡回赛、中式台球和美式九球等。其中中国职业斯诺克巡回赛的优秀选手有机会晋级世界斯诺克巡回赛（前两名直接晋级，第三名参加Q Tour全球季后赛）。